# Иссык (озеро)
Иссы́к (Ыссы́к, Иссыкское, Еси́к; каз. Есік көлі) — озеро в Иссыкском ущелье Заилийского Алатау, примерно в 40 км восточнее Алма-Аты, на юго-западе Енбекшиказахского района Алматинской области Казахстана. Образовалось оно примерно 8—10 тысяч лет назад в результате горного обвала, который создал естественную плотину высотой около 300 метров. Изначально длина Иссыка составляла 1850 м, ширина 500 м, глубина 50—79 м. Вода зелено-голубая. Высота над уровнем моря — 1714,5 м (1706,8 м, 1759 м).

## Название
Происходит от казахского слова Есік  — «дверь, узкое ущелье, теснина». Видоизменение произошло под влиянием названия одного из крупнейших озёр Средней Азии, расположенного в 65 км южнее, Иссык-Куля.

## История
В 1939 году на берегу озера начала работать турбаза ВЦСПС. В 1959 году был открыт парк озера Иссык с гостиницей, рестораном. К озеру было проложено широкое асфальтированное шоссе. Работал автовокзал. Тысячи алматинцев и гостей города каждое лето отдыхали в окрестностях озера. Его изображение печаталось на открытках и в туристических брошюрах.
7 июля 1963 года селевой поток из верховьев реки Иссык (гора Жарсай) разрушил естественную плотину в западной части озера, опустошив водоём. Селевой поток унёс около тысячи жизней и стал причиной значительных разрушений в городе Иссык. Селем были снесены пионерские лагеря, дома отдыха, целые улицы и кварталы, засеянные поля. Селевой поток дошёл до Кульджинского тракта. Река Иссык в результате схода селевого потока изменила русло. Некоторое время после селя на месте Иссыка было небольшое озерцо. Иссыкский сель 1963 года был одним из самых крупных и разрушительных селевых потоков на территории СССР.
К началу 1990-х годов завершилось восстановление прорванной селем плотины и устройство водосливных сооружений. К началу XXI века, за 40 лет, объём озера восстановился на 3/4.
В настоящее время озеро Иссык снова является одной из туристических достопримечательностей Казахстана и имеет рекреационное значение.
В 2019 году за счет госбюджета проведена реконструкция дорожного полотна ведущего к озеру и общественной парковки, однако после этого озеро, плотина и окружающая земля были переданы в частное доверительное управление и в связи с этим стали недоступны для туристического транспорта.

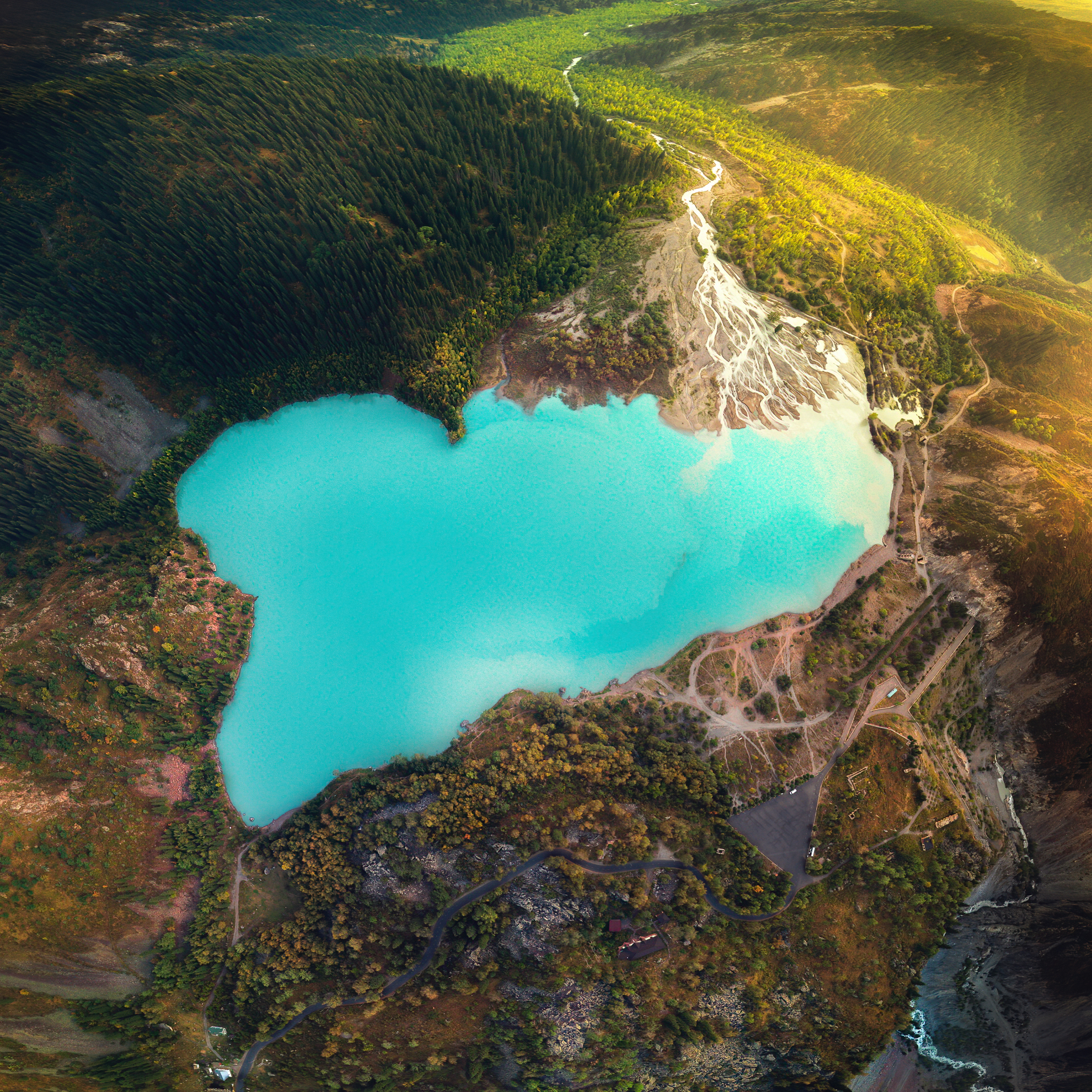
Зеркало озера с воздуха

## Угроза для озера вследствие строительства ГЭС
В 2005 году «БТА банком» и частной компанией ТОО «ЭнергоАлем» был предложен проект строительства более четырёх частных ГЭС вдоль реки ниже селезащитной плотины озера Иссык. Особенность данных ГЭС в том, что их работа возможна только благодаря регулированию стока в реке за счёт сброса из ёмкости озера Иссык. В 2008 году за счёт финансирования «БТА банка» и ТОО «ЭнергоАлем» была введена в строй первая — «ГЭС-2». В конце 2019 года была введена в строй вторая — «ГЭС-1». Сразу после ввода в эксплуатацию «ГЭС-1» уровень воды в озере и реке ниже него максимально упал, практически до опустошения. В июне 2020 года общественность, экологи и жители города Есик возмутились происходящим с озером и призвали власти не допустить экологической катастрофы.
Ранее в 2016 году во время начала возведения «ГЭС-1» местные жители забили тревогу, обратившись в Комитет по ЧС МВД РК. В обращении было отмечено, что строительство с применением буровзрывных работ ведётся вблизи селезащитной плотины озера без рабочего проекта и каких-либо разрешительных документов. КЧС дал ответ на обращение, что «ГУ „Казселезащита“ произведено обследование территории вблизи селезащитной плотины, по результатам которого установлено, что за плотиной на озере Иссык (ниже по течению реки Есик на расстоянии около 250—300 метров) проводятся буровзрывные работы. Филиал ГУ „Казселезащита“ КЧС МВД и Департамент по чрезвычайным ситуациям Алматинской области о проведении данных работ уведомлены не были. Филиалом ГУ „Казселезащита“ КЧС МВД инициируется вопрос об информировании прокуратуры Алматинской области касательно возникновения угрозы нарушения цельности селезадерживающей плотины озера Иссык».